# Eurotium parviverruculosum
Eurotium parviverruculosum är en svampart som beskrevs av H.Z. Kong & Z.T. Qi 1995. Eurotium parviverruculosum ingår i släktet Eurotium och familjen Trichocomaceae.   Inga underarter finns listade i Catalogue of Life.